# Chu Phường
Chu Phường (chữ Hán: 周鲂, ? - ?), tên tự là Tử Ngư, người Dương Tiện, Ngô Quận , là quan viên nhà Đông Ngô thời Tam Quốc trong lịch sử Trung Quốc.

## Cuộc đời và sự nghiệp
Chu Phường từ nhỏ hiếu học, được cử hiếu liêm, làm Ninh Quốc (huyện) trưởng, rồi chuyển sang nhiệm chức ở huyện Hoài An. Nghĩa quân ở huyện Tiền Đường là bọn Bành Thức tụ tập nổi dậy, chính quyền lấy ông làm Tiền Đường hầu tướng ; trong một tuần trăng, ông chém đầu Thức và đồng đảng, được thăng Đan Dương tây bộ đô úy. Trong những năm Hoàng Vũ (222 – 228), quân nổi dậy ở quận Bà Dương do Bành Ỷ cầm đầu đánh chiếm Chúc Thành, Tôn Quyền lấy Phường làm thái thú Bà Dương, theo Hồ Tống dốc sức đánh dẹp, bắt sống Ỷ, giải về Vũ Xương, được thêm chức Chiêu Nghĩa hiệu úy.
Phường nhận lệnh bí mật vào trong Hoa Sơn tìm thủ lĩnh cũ của các dân tộc thiểu số - những người am hiểu tình hình Trung Nguyên – yêu cầu họ lừa gạt Đại tư mã, Dương Châu mục Tào Hưu nhà Tào Ngụy. Phường cho rằng không thể tin cậy bọn người ấy, đề nghị tự mình sai kẻ thân tín gửi thư tiên 7 điều cho Tào Hưu, nói rằng mình có tội nên sợ hãi, xin dâng quận Bà Dương đầu hàng nhà Tào Ngụy. Vì thế chính quyền Đông Ngô nhiều lần phái Thượng thư lang đến xét hỏi việc thi hành mưu kế, Phường nhân đó sắp xếp ở cửa quận Bà Dương, chịu cắt tóc để tạ tội, cố ý cho Tào Hưu nghe biết. Tào Hưu bèn tin là thật, mang 10 vạn bộ kỵ, truy trọng đầy đường, nhằm thẳng Hoàn Thành. Phường cũng tập hợp lực lượng, theo Lục Tốn chẹn đánh quân Ngụy, chém giết cả vạn người. Phường được gia hiệu Bì tướng quân, ban tước Quan nội hầu.
Nghĩa quân Đổng Tự dựa vào các nơi hiểm trở của quận Dự Chương mà nổi dậy, tướng Ngô là Ngô Xán, Đường Tư đem 3000 quân đánh dẹp, nhiều tháng không có kết quả. Phường dâng biểu xin bãi binh, cho mình được tùy nghi làm việc; sau đó sai gián điệp lừa giết được Đổng Tự. Em của Tự sợ hãi, đến Vũ Xương đầu hàng Lục Tốn, từ đấy các quận lân cận Dự Chương không lo đến nội loạn nữa.
Phường ở quận được 13 năm thì mất, không rõ năm nào; ông thưởng thiện phạt ác, ân uy đều dùng.

## Hậu duệ
Con Phường là Chu Xử, con Xử là Chu Dương, Chu Trát, đều trở thành quan tướng nhà Tấn. Về sau quyền thần Vương Đôn giết Chu Trát, diệt tộc họ Chu.

## Đánh giá
Nhận xét về việc lừa Tào Hưu, Tôn Quyền nói (trong bữa tiệc mừng công): “Anh cắt tóc nên nghĩa, hoàn thành việc lớn của Cô; công danh của anh, đáng ghi lên tre, lụa.” Từ Chúng (thời Đông Tấn) trong Tam Quốc Chí bình viết: “Ôi kẻ bề tôi lập công giữ tiết, không chỉ có một đường, mà còn chia ra nhiều lối. Làm tướng nắm trống dùi, thời có cái nghĩa ắt chết, giữ đất thời có cái nghĩa không bỏ đi; chết vì nhiệm vụ, về nghĩa là không thể tạm bợ. Phường làm quận thú, chức nghiệp là trị dân, không cần nhận mệnh lệnh của nhà vua, lại tự ý dụ địch, chịu nhục cắt tóc, để giành công danh, dẫu việc thành công nên được thụ tước, vẫn không phải là việc người quân tử nên làm."
Trần Thọ nhận xét về việc Chu Phường trấn áp Đổng Tự: “Chu Phường có nhiều mưu kế quỷ quyệt.”